# Julius Fogle
Julius Fogle (ur. 2 grudnia 1971) – amerykański bokser, amatorski mistrz Stanów Zjednoczonych z 2002 roku. Fogle był również żołnierzem United States Army, której służył przez 20 lat.

## Kariera amatorska
Największym sukcesem Fogle'a na amatorskim ringu było zdobycie mistrzostwa Stanów Zjednoczonych w 2002 roku. W finale mistrzostw w kategorii średniej pokonał na punkty Mike'a Martineza. Ponadto był finalistą oraz półfinalistą turnieju Golden Gloves w roku 1998 i 1999 oraz wicemistrzem Stanów Zjednoczonych w roku 2004.

## Kariera zawodowa
Jako zawodowiec zadebiutował 19 listopada 2004. Wygrał pierwszych piętnaście walk z rzędu do marca 2007 roku. Od kwietnia 2007 do lutego 2014 stoczył 12 walk, wygrywając tylko dwie.